# Baljaga
Baljaga (russisch Баляга́) ist eine Siedlung städtischen Typs in der Region Transbaikalien in Russland mit 3322 Einwohnern (Stand 14. Oktober 2010).

## Geographie
Der Ort liegt etwa 330 km Luftlinie westsüdwestlich der Regionshauptstadt Tschita zu beiden Seiten des namensgebenden Flusses Baljaga, etwa 10 km oberhalb seiner Einmündung in den Chilok.
Baljaga gehört zum Rajon Petrowsk-Sabaikalski und befindet sich 15 km südsüdöstlich von dessen Verwaltungszentrum Petrowsk-Sabaikalski. Die Siedlung ist Sitz der Stadtgemeinde Baljaginskoje gorodskoje posselenije, zu der außerdem das Dorf Kuli (8 km östlich) gehört.

## Geschichte
Der Ort wurde 1899 im Zusammenhang mit dem Bau der Transsibirischen Eisenbahn gegründet. Seit 1958 besitzt Baljaga den Status einer Siedlung städtischen Typs.

### Bevölkerungsentwicklung
| Jahr | Einwohner |
| ---- | --------- |
| 1959 | 4186      |
| 1970 | 5268      |
| 1979 | 5085      |
| 1989 | 5068      |
| 2002 | 3720      |
| 2010 | 3322      |

Anmerkung: Volkszählungsdaten

## Verkehr
Baljaga liegt an der Transsibirischen Eisenbahn (Streckenkilometer 5804 ab Moskau), die auf diesem Abschnitt 1974 elektrifiziert wurde. Nördlich wird die Siedlung von der Fernstraße R258 Baikal (früher M55) umgangen, die Irkutsk über Ulan-Ude mit Tschita verbindet und Teil der transkontinentalen Straßenverbindung ist. Bei Baljaga zweigt von dieser in südwestlicher Richtung die 234 km lange Regionalstraße 76K-018 (früher R425) über Krasny Tschikoi nach Jamarowka am Tschikoi ab.